# 奧斯特羅赫區

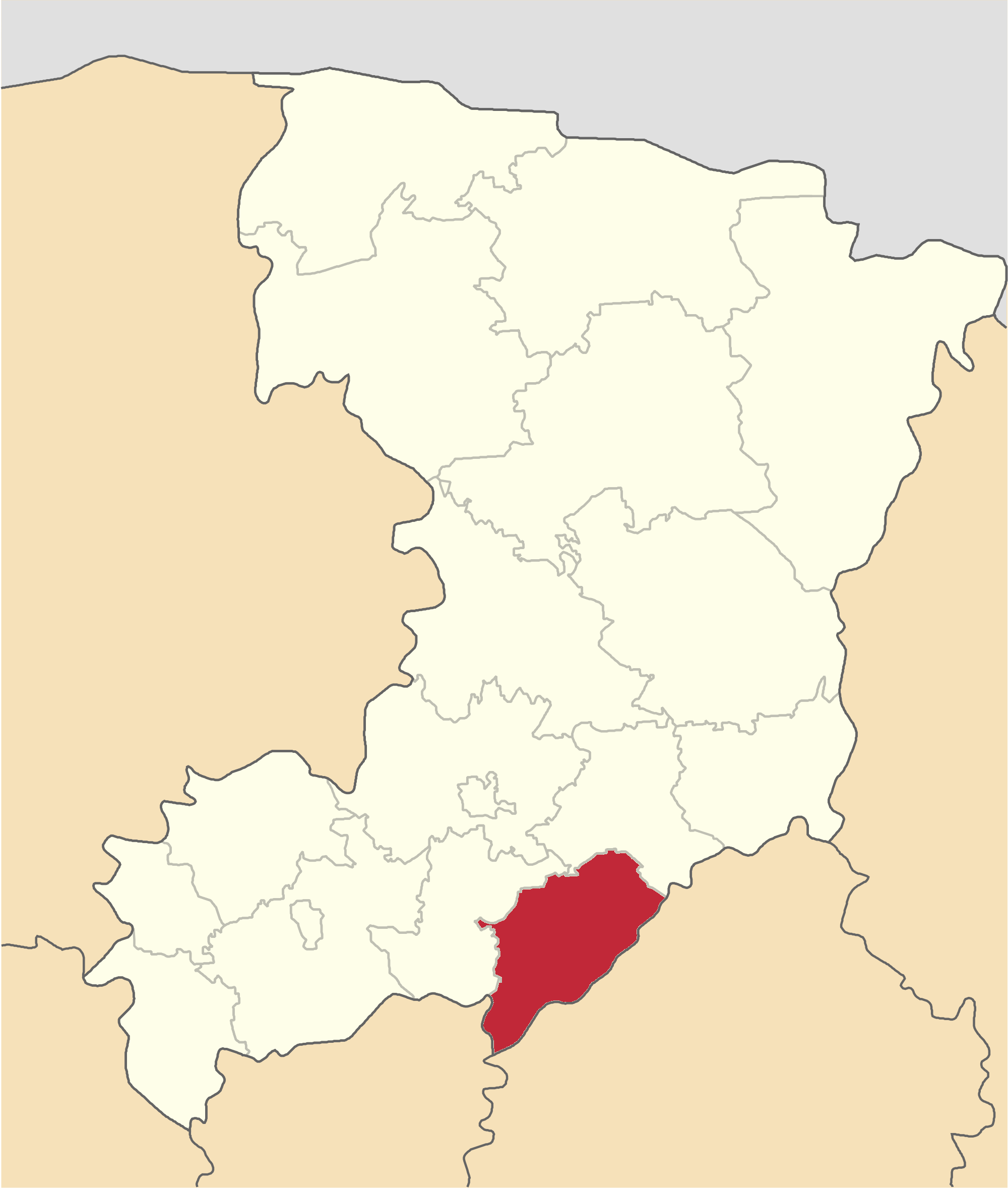
奧斯特羅赫區在罗夫诺州的位置

奧斯特羅赫區（烏克蘭語：Острозький район）是烏克蘭西北部羅夫諾州的舊區，行政中心設於奧斯特羅赫，並於2020年撤銷。該區面積693平方公里，2010年人口29,010，人口密度每平方公里41.9人。
1904年，苏联作家《钢铁是怎样炼成的》作者尼古拉·阿列克谢耶维奇·奥斯特洛夫斯基生于奧斯特羅赫區的维利亚村。1944年2月，乌克兰第1方面军司令、苏联大将尼古拉·费多罗维奇·瓦图京在此地米利亚京村被乌克兰反抗军伏击，不久后身亡。